# Fiskhustjärnen, Jämtland
Fiskhustjärnen är en sjö i Krokoms kommun i Jämtland och ingår i Indalsälvens huvudavrinningsområde. Sjön har en area på 0,125 kvadratkilometer och ligger 508,2 meter över havet. Fiskhustjärnen ligger i Fiskhusberget Natura 2000-område.

## Delavrinningsområde
Fiskhustjärnen ingår i det delavrinningsområde (701958-138724) som SMHI kallar för Mynnar i Gisterån. Medelhöjden är 534 meter över havet och ytan är 13,04 kvadratkilometer. Det finns inga avrinningsområden uppströms utan avrinningsområdet är högsta punkten. Vattendraget som avvattnar avrinningsområdet har biflödesordning 3, vilket innebär att vattnet flödar genom totalt 3 vattendrag innan det når havet efter 288 kilometer. Avrinningsområdet består mestadels av skog (81 procent). Avrinningsområdet har 0,67 kvadratkilometer vattenytor vilket ger det en sjöprocent på 5,2 procent.